# L-laktat dehidrogenaza
L-laktat dehidrogenaza (EC 1.1.1.27, L-laktatna dehidrogenaza, mlečna kiselina dehidrogenaza, L(+)-nLDH, L-(+)-laktat dehidrogenaza, -mlečna dehidrogenaza, -mlečna kiselina dehidrogenaza, laktat dehidrogenaza, laktat dehidrogenaza zavisna od NAD+, mlečna dehidrogenaza, +-laktat dehidrogenaza) je enzim sa sistematskim imenom (S)-laktat:NAD+ oksidoreduktaza. Ovaj enzim katalizuje sledeću hemijsku reakciju
()-laktat + NAD+ {\displaystyle \rightleftharpoons } piruvat + NADH + H+
Takođe oksiduje druge (S)-2-hidroksimonokarboksilne kiseline. NADP+ takođe deluje, mada sporije, sa životinjskim, ali ne sa bakterijskim enzimom.

## Literatura
- Nicholas C. Price; Lewis Stevens (1999). Fundamentals of Enzymology: The Cell and Molecular Biology of Catalytic Proteins (Third изд.). USA: Oxford University Press. ISBN 019850229X.
- Eric J. Toone (2006). Advances in Enzymology and Related Areas of Molecular Biology, Protein Evolution (Volume 75 изд.). Wiley-Interscience. ISBN 0471205036.
- Branden C; Tooze J. Introduction to Protein Structure. New York, NY: Garland Publishing. ISBN 0-8153-2305-0.
- Irwin H. Segel. Enzyme Kinetics: Behavior and Analysis of Rapid Equilibrium and Steady-State Enzyme Systems (Book 44 изд.). Wiley Classics Library. ISBN 0471303097.

## Spoljašnje veze
- L-lactate+dehydrogenase на 